# Polizeiruf 110: Rot ist eine schöne Farbe
Rot ist eine schöne Farbe ist ein deutscher Kriminalfilm von Peter Patzak aus dem Jahr 1998. Es ist die 203. Folge innerhalb der Filmreihe Polizeiruf 110 und der 7. Fall für Schmücke und Schneider, die in jenem Fall erstmals in Erfurt ermitteln.

## Handlung
Schmücke und Schneider werden von Staatsanwältin Dr. Nele Cordes nach Erfurt gerufen, nachdem es dort Vorwürfe wegen korrupter Beamte gab und ein Polizist einem Anschlag zum Opfer fiel. Die hiesigen Polizeibeamten haben bereits Beweise gegen den Singleclubbesitzer Noske, und Kommissar Arnold Weber ist wenig begeistert, als er Amtshilfe aus Halle erhält. Noske sieht das Ganze als gezielte Kampagne gegen ihn, um ihn als ungeliebten Konkurrenten aus dem Verkehr zu ziehen.
Als sich Schmücke in der Wohnung des Opfers umsieht, findet er eine größere Summe Bargeld, was die Bestechlichkeit dieses Polizisten wahrscheinlich erscheinen lässt. Kurze Zeit später wird auch sein Kollege Arnold Weber umgebracht.
Die Rechtsanwältin Dr. Alma Voss hat ihren eigenen, ganz besonderen Plan, um die Geschäfte im Rotlichtmilieu der Stadt in geordneten Bahnen zu halten. Sie selber will als Mitgesellschafterin von Bordellen auftreten. Nach ihrer Vorstellung sollte es ein luxuriöses Geschäft im Zentrum der Stadt geben und ein einfaches am Rande der Stadt. So würde auch die Russenmafia kein Interesse mehr haben, weitere Bordelle zu eröffnen. Von diesem Vorhaben weiß jedoch bisher nur ihr Bruder Hannes Voss, der bereits einige Bordelle besitzt. Doch die Kommissare Schmücke und Schneider kommen der Rechtsanwältin auf die Spur. Sie konfrontieren die Geschwister Voss mit ihren Ermittlungsergebnissen und können so Hannes Voss als Mörder an den beiden Polizisten überführen. Gebhardt wusste zu viel von den Geschäften des Zuhälters und hatte ihn erpresst. Nach dessen Tod machte Weber damit weiter, da auch er in die Details von seinem Kollegen eingeweiht war.
Ehe Schmücke und Scheider Hannes Voss festnehmen können, springt er aus dem Fenster seiner Villa in den Tod.

## Hintergrund
Rot ist eine schöne Farbe wurde am 19. Juli 1998 im Ersten zur Hauptsendezeit erstmals ausgestrahlt.

## Kritik
Die Kritiker der Fernsehzeitschrift TV Spielfilm vergaben eine mittlere Wertung (Daumen zur Seite) und merkten dazu an: „Mit Satiretouch, aber an Spannung hapert’s“.